# V2X

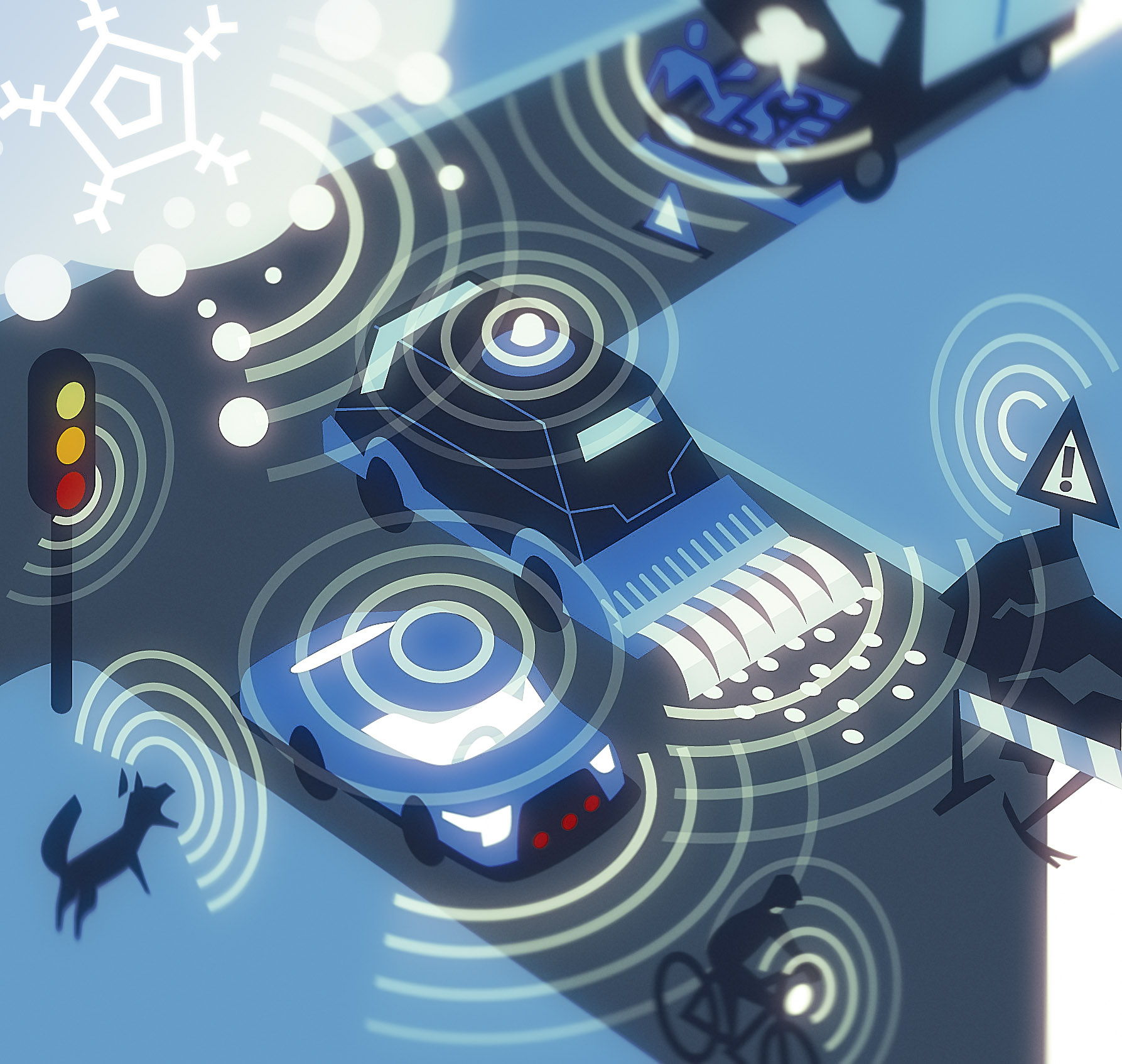
Representació gràfica (imatge simbòlica) de la comunicació sense fil entre els vehicles i el seu entorn mitjançant mitjans digitals, també coneguts com a comunicació V2X.

V2X (acrònim anglès de Vehicle-to-everything) és un sistema de comunicació per a transferir informació entre un vehicle i qualsevol altre sistema que pugui interactuar amb el vehicle. V2X és un sistema de comunicació que incorpora altres tipus d'interfície més específics tals com V2I (Vehicle a Infraestructura), V2P (Vehicle a Vianant), V2D (Vehicle a Dispositiu) i V2G (Vehicle a Xarxa). El major objectiu del sistema V2X és d'augmentar la seguretat dels vehicles però tenint en compte també l'estalvi energètic. L'aplicació més ambiciosa és la conducció autònoma o vehicles sense conductor. Les comunicacions V2X estan basades en tecnologia WLAN i funciona directament entre els vehicles sense necessitat d'equips d'infraestructura com encaminadors o passarel·les, és a dir, és una xarxa mòbil ad hoc vehicular i, per tant, descentralitzada. El protocol transmet missatges coneguta tals com Common Awareness Messages (CAM) i Decentralised Notification Messages (DENM) o Basic Safety Message (BSM).
La tecnologia ràdio emprada forma part de la família d'estàndards IEEE 802.11 i també coneguda com a WAVE (Wireless Access in Vehicular Environments) als EUA i ITS-G5 a Europa.

## Normativa
V2X està basat en un conjunt de normes desenvolupades per l'associació ASTM (American Society for Testing and Materials). La primera norma va ser publicada el 2002 amb l'acrònim WAVE (Wireless Access in Vehicular Environments). A partir del 2004 hi comença a treballar l'institut IEEE (Institute Electrical and Electronics Engineers) sota el paraigua de la família d'estàndards IEEE 802.11, amb la primera versió anomenada IEEE 802.11p.

## Aplicacions
Mitjançant la tecnologia V2X es poden desenvolupar aplicacions de seguretat tals com ː
- Avís de col·lisió frontal.
- Avís de canvi de carril i de punts cecs.
- Avís de llum de frens elèctrics d'emergència.
- Assistència a les maniobres d'intersecció.
- Avís d'aproximació de vehicle.
- Avís de treball a la carretera.